# Une semaine de vacances
Une semaine de vacances és una pel·lícula dramàtica francesa de 1980 dirigida per Bertrand Tavernier. La cinta va participar al 33è Festival Internacional de Cinema de Canes del 1980.

## Argument
Lió, hivern de 1980, una jove mestra, professora de francès, que dubta d'ella mateixa i de la seva vocació, es pren una setmana de baixa laboral per excés de treball. Una setmana de reflexió sobre la seva vida i trajectòria cercant resposta als seus dubtes i obsessions.

## Repartiment
- Nathalie Baye - Laurence Cuers
- Gérard Lanvin - Pierre
- Flore Fitzgerald - Anne
- Michel Galabru - Mancheron
- Jean Dasté - pare de Laurence
- Marie-Louise Ebeli - mare de Laurence
- Philippe Delaigue - Jacques, germà de Laurence
- Geneviève Vauzeilles - Lucie
- Philippe Léotard - doctor Sabouret
- Philippe Noiret -Michel Descombes
- Jean-Claude Durand - Philippe
- Catherine Anne Duperray - Josiane Lalande
- Jean Sourbier - André
- André Mortamais - client
- Thierry Herbivo - Jean Mancheron
- Nils Tavernier - Patrice